# Bataviabeluik
Bataviabeluik of Bataviawijk  is een voormalige buurt in de Belgische stad Gent.

## Geschiedenis
In de 19e eeuw kende Gent een bloei als industriestad, vooral in de textielnijverheid. De werkhuizen en manufacturen binnen de stadsomwalling groeiden snel en hadden grote behoefte aan goedkope arbeidskrachten. Deze werkkrachten vond men in groten getale zowel bij de verpauperde stadsbevolking als bij de plattelandsbevolking. Als gevolg van een octrooirecht was het voor de industriëlen interessanter om de arbeidskrachten in de directe omgeving van de werkplaats te huisvesten. Tussen 1820 en 1860 werden massaal beluiken gebouwd, waaronder van 1825 tot 1828 het Bataviabeluik. De naam Batavia verwijst naar de hoofdstad van het toenmalige Nederlands-Indië. Het was een eerbetoon aan koning Willem I en zijn kolonie.
De Bataviawijk had een oppervlakte van honderd bij dertig meter en bestond uit 117 woningen ontsloten door vier kleine straatjes. De huisjes maten vier bij vijf meter en boden elk onderdak aan ongeveer vijf personen. In het midden bevond zich een open riool. Zes latrines en twee waterpompen waren de enige sanitaire voorzieningen voor de vijfhonderd tot zeshonderd bewoners. 
De levensomstandigheden in het beluik waren ellendig. Dit kwam voor het eerst in de openbaarheid toen twee dokters, Heyman en Mareska, in opdracht van de regering onderzoek deden naar kinder- en vrouwenarbeid en de gezondheidstoestand in het beluik. Het rapport was een aanklacht tegen de wantoestanden en klaagde het stadsbestuur aan voor nalatigheid.
De Bataviawijk werd in het begin van de jaren tachtig van de 19de eeuw in haar geheel gesloopt om plaats te maken voor het Instituut der Wetenschappen  van de faculteit Wetenschappen van de toenmalige Rijksuniversiteit te Gent, nu Universiteit Gent. De stad loste daarmee twee problemen op: aan de ongezonde toestanden in het beluik werd een einde gesteld en de universiteit kreeg de nieuwe gebouwen die ze broodnodig had om de groeiende studentenaantallen van de faculteit Wetenschappen en de ingenieursopleidingen op te vangen.  